# Bertinoro
Bertinoro är en stad och comune i provinsen Forlì-Cesena, Emilia-Romagna i Italien. Den ligger på berget Mount Cesubeo i Romagna, några kilometer från Via Emilia. Kommunen hade 10 927 invånare (2018) och gränsar till kommunerna Cesena, Forlì, Forlimpopoli, Meldola och Ravenna.

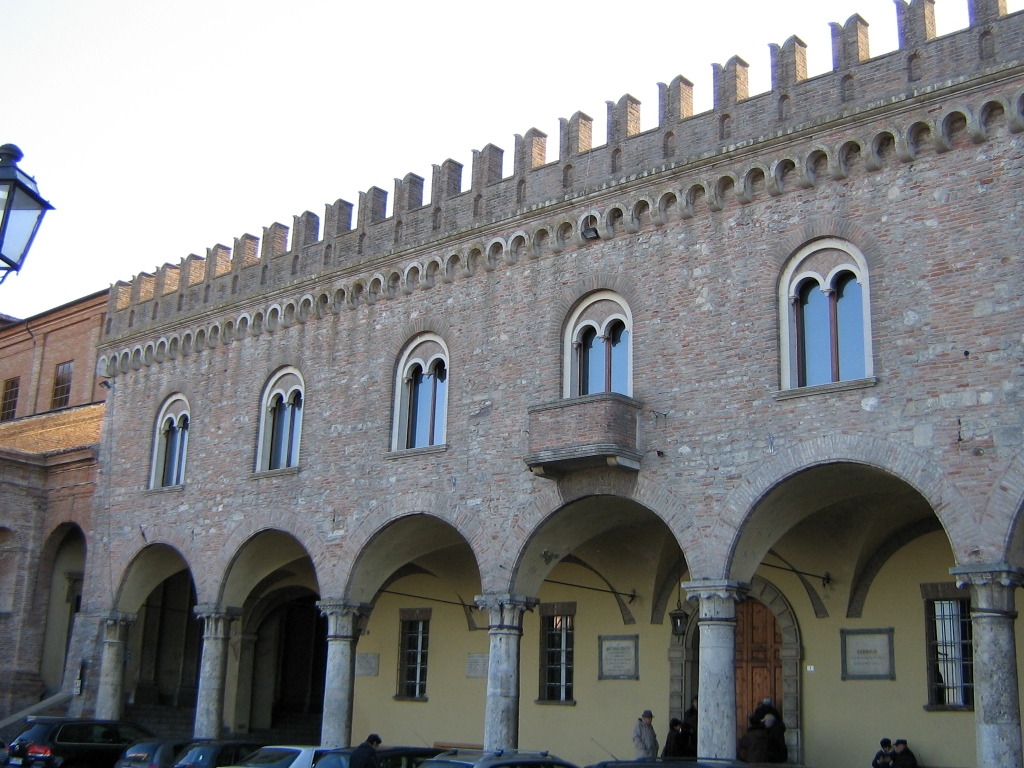
Bertinoros slott

Staden är vänort till Ale kommun.